# اسب هابی
اسب هابی (به انگلیسی: The Hobby Horse) یک فصل‌نامۀ ادواری ویکتوریایی در انگلستان بود که توسط اتحادیۀ هنرمندان قرن منتشر می‌شد. این مجله از ۱۸۸۴ تا ۱۸۹۴ میلادی منتشر شد و در مجموع هفت جلد و ۲۸ شماره را شامل می‌شد. مقالات آن نه تنها در مورد هنر و طراحی بلکه موضوعات دیگری از جمله ادبیات و مسائل اجتماعی را نیز در بر می‌گرفت. همچنین آثار هنری مانند پیش‌طرح‌ها، لوح‌های فلزی، عکس‌ها، حکاکی‌ها، برش‌کاری‌های چوب، چاپ‌های سنگی و نقاشی‌های بازتولید شده را به نمایش می‌گذاشت.
اسب هابی در سال ۱۸۸۴ میلادی به عنوان اولین مجلۀ با کیفیت بالا که صرفاً به هنرهای تجسمی متعهد بود شروع به انتشار کرد. اسب هابی اتحادیهٔ قرن «یکی از آخرین نسخه‌ها (و از بسیاری جهات نهایی) مجلۀ ادبیات و هنر بود، ژانری که با جوانۀ پیشا-رافائلی در سال ۱۸۵۰ میلادی متولد شد. بر خلاف نشریات خلف خود چون: کتاب زرد و ساووی، اسب هابی تنها متعهد به زیبایی‌شناسی نخبگان نبود، «صفحات آن مملو از مقالاتی بود که برای شناخت نقش اجتماعی و حیاتی هنر و هنرمندان بحث می‌کردند.» اسب هابی اتحادیهٔ قرن مجله‌ای برای فداکارترین علاقه‌مندان به هنر در آن زمان بود، مجله‌ای که کمک کرد تا هدفی را که هنر در جامعهٔ ویکتوریایی انگلیسی دنبال می‌کرد مشخص شود. مشارکت‌کنندگان به هنر از منظری علمی نگاه کردند، دیدگاهی که طرح‌هایی را برای چگونگی دیده شدن هنر امروز تعیین کرد. این مجله یک دیدگاه آرمانی برای ایجاد وحدت در هنر بود.

### چاپ‌های اسب هابی

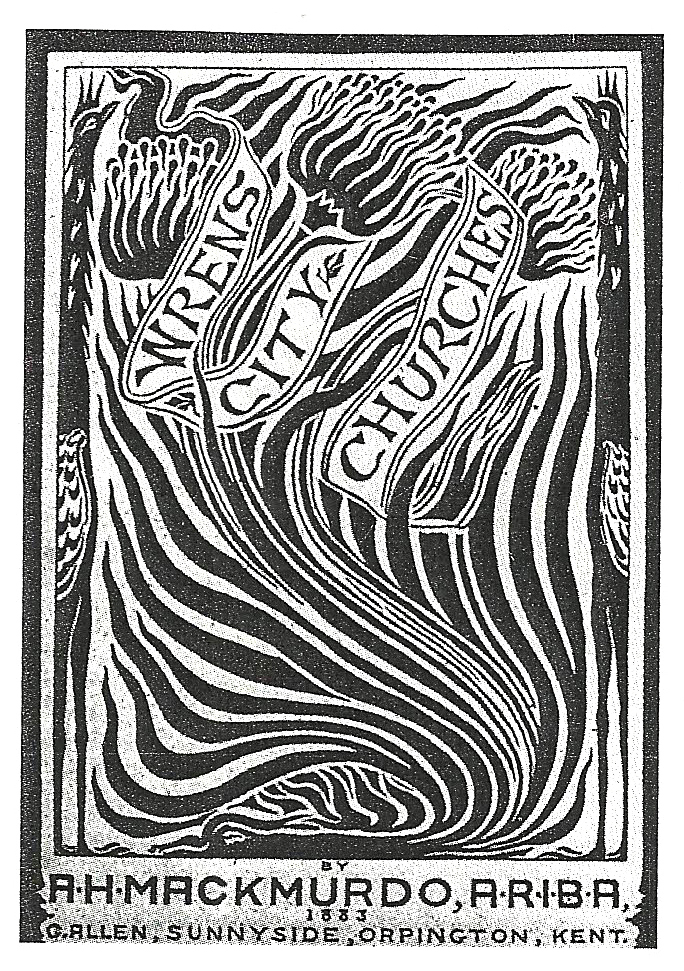

## یادداشت
1. ↑  هابی، در لغت: به مفهوم «سرگرمی» یا نوعی «اسب کوچک اندام» است که گاهی به عنوان حیوان خانگی نیز نگهداری می‌شود.

در اصطلاح: اگر فرد احساسات شدیدی نسبت به یک موضوع داشته باشد و تمایل داشته باشد که هر زمان فرصتی پیش آید دربارهٔ آن صحبت کند، موضوع یا ایده را به عنوان اسب-هابی خود توصیف می‌کند.